# 100 Kilo Herz
100 Kilo Herz est un groupe allemand de punk rock, originaire de Leipzig.

## Histoire
100 Kilo Herz est formé en 2015. Le nom du groupe est dérivé de la chanson 100 Kilo de Muff Potter. En 2016, la première chanson, Rücksitz, sort, suivie en 2017 du premier EP éponyme. Un an plus tard, le premier album Weit weg von zu Hause est publié sur le label Bakraufarfita Records. En 2019, le groupe sort un split-single avec Die BlumentoPferde ; Falk et Clemens sont toujours membres du groupe. En 2020 suit le deuxième album Stadt Land Flucht, produit par Kurt Ebelhäuser. L'album atteint la 19e place du classement des albums allemands. En raison de la pandémie de Covid-19 en Allemagne, le groupe renonce aux représentations prévues dans les festivals, mais a joué deux concerts en plein air strictement limités.
En 2021, le groupe se sépare de son guitariste et membre fondateur de l'époque, Clemens, après que des accusations d'abus de pouvoir aient été portées contre lui. Le groupe se distancie de ces actes et entretient une relation ouverte avec la controverse,. Fin 2023, le chanteur Rodi annonce son départ du groupe, mais termine encore la tournée prévue jusqu'au 2 décembre 2023. Au même moment, le guitariste Basti quitte également le groupe. Steffen von Grundhass a été présenté comme le nouveau chanteur.

## Style musical
Dès le début, l'idée était de mettre en œuvre un punk germanophone avec des cuivres. Pour cela, le groupe choisit l'appellation « brass punk » afin de se démarquer du ska punk, ce que le groupe considère comme non pertinent d'un point de vue musical. Le groupe renonce en grande partie au off-beat dansant et mise plutôt sur des textes politiques et un punk rock plus dur mais plus mélodieux, notamment du genre melodycore, mais aussi de groupes germanophones comme Die Ärzte, Die Toten Hosen, Rantanplan et Broilers,. Les textes du groupe sont antifascistes et s'opposent également au sexisme. À cela s'ajoute le thème récurrent de l'exode rural. En raison de ces thèmes et de l'utilisation de cuivres, le groupe est aussi souvent comparé à Feine Sahne Fischfilet,.

## Discographie

### Albums studio
- 2018 : Weit weg von zu Hause (Bakraufarfita Records)
- 2020 : Stadt Land Flucht (Bakraufarfita Records)
- 2023 : Zurück nach Hause (Bakraufarfita Records)

### Singles et EP
- 2016 : Rücksitz (EP)
- 2017 : 100 Kilo Herz (EP)
- 2018 : Pass auf dich auf (Weit weg von zu Hause)
- 2019 : Happy Hour (Weit weg von zu Hause)
- 2019 : Dreck und Glitzer (Weit weg von zu Hause)
- 2020 : Drei Jahre ausgebrannt (Stadt Land Flucht)
- 2020 : Sowas wie ein Testament (Stadt Land Flucht)
- 2020 : ...und aus den Boxen ...But Alive (Stadt Land Flucht)
- 2022 : Nichts ist anders (single)